# روزدرویوویتسه
روزدرویوویتسه (به لاتین: Rozdrojovice) یک منطقهٔ مسکونی در جمهوری چک است که در ناحیه برنو-تسوونتری واقع شده‌است. روزدرویوویتسه ۲٫۸۲ کیلومتر مربع مساحت و ۸۹۵ نفر جمعیت دارد و ۳۰۴ متر بالاتر از سطح دریا واقع شده‌است.